# P80 (stadio Vega)
Il P80 è il primo stadio a propellente solido utilizzato sul vettore Vega dell'Agenzia Spaziale Europea nella versione P80FW. È il più grande e più potente propulsore a propellente solido monoblocco del mondo. Il nome ha un significato ben preciso: la P indica che si tratta di propellente solido, mentre l'80 deriva dalla quantità di propellente contenuta nel motore.

## Storia
Lo sviluppo del P80 è stato condotto da un team congiunto formato da ESA, CNES e ASI a partire dal 2005, in cui Avio S.p.A. è stato selezionato come maggior contraente. Il primo test statico del P80 è stato completato presso il Centro Spaziale della Guiana nel Novembre del 2006, seguito da diversi test di qualificazione nel Dicembre del 2007.
Il primo lancio effettivo è stato completato con successo il 13 febbraio 2012, con il primo lancio commerciale effettuato il 7 maggio 2012. I costi totali di sviluppo ammontano a 76 milioni di €. Il P80 è stato sviluppato sia come primo stadio del Vega ma anche come dimostratore tecnologico.

## Produzione
Il processo di produzione è diviso tra diverse compagnie europee: la struttura del motore e la protezione termica del P80FW sono prodotte negli stabilimenti Avio S.p.A. di Colleferro, vicino a Roma e viene mandata al Guiana Propellant Plant (UPG) a Korou, dove viene caricato con il propellente solido. L'italiana Avio si occupa anche di integrazione dei componenti e test finali. 
Lo stadio viene quindi trasferito all'impianto di integrazione dei Booster (BIP) dove viene accoppiato all'ugello di scarico, prodotto da Safran/Herakles presso il Booster Noozle Plant (UTB) di Le Haillan, vicino a Bordeaux. Il sottosistema della spinta vettoriale, che include l'attuatore e l'elettronica di bordo è prodotta dalla SABCA a Bruxelles. L'ignitore è invece costruito in Olanda dalla Aerospace Propulsion Products BV, con l'ausilio di tecnologie composite.

## Caratteristiche

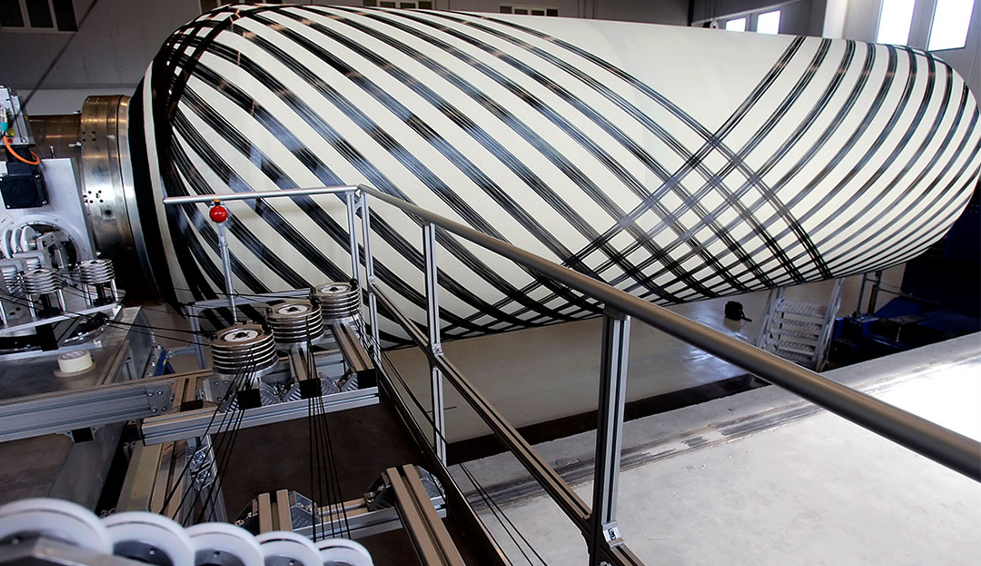
Realizzazione del case del P80 tramite la tecnica del Filament Winding

Il P80 è un motore a razzo monolitico realizzato con la tecnica del Filament Winding (da cui il suffisso FW), ossia avvolgendo su uno stampo un filo di fibra di carbonio in una matrice di resina epossidica, invece di utilizzare una struttura puramente metallica.
Lo stadio utilizza come propellente l'HTPB 1912 (una miscela costituita da 19% di alluminio, 12% di HTPB e 69% di perclorato di ammonio) colato in un grano a stella, e brucia per 109,8 s separandosi dal Vega ad un'altitudine di 61 km dopo aver raggiunto una velocità relativa di 1,7 km/s. Il motore ha un impulso specifico di 280 s e produce una spinta media di 2200 kN. Al lancio ha una massa di propellente di 88 tonnellate mentre il motore pesa 7330 kg, il solo involucro 3260 kg.
Il motore condivide delle caratteristiche con i booster a propellente solido dell'Ariane 5 - ha lo stesso diametro di 3 m e un'altezza di 11,7 m simile al segmento più grande del booster. Questo permette di utilizzare le stesse strutture ed equipaggiamenti presso il sito di lancio in Guiana per caricare il propellente e per trasportare il P80 fino alla rampa di lancio. Inoltre l'ugello del P80 è una diretta evoluzione di quello utilizzato nei booster dell'Ariane 5.

## Versioni successive
Sono state studiate due varianti caratterizzate da un aumento della massa di propellente a 100 tonnellate (versione P100) e 120 tonnellate (P120). Il 12 agosto 2015 fu firmato il contratto tra Airbus Safran Launchers (ASL), l’Agenzia Spaziale Francese CNES ed European Launch Vehicle (ELV) e la joint venture tra l’Agenzia Spaziale Italiana (ASI) ed Avio Group per lo sviluppo della versione P120 C.

### P120C
Il P120C (Comune) costituirà il primo stadio del vettore Vega C e il booster laterale dell'Ariane 6. Derivato dal P80, il motore ha una lunghezza di 11,7 metri e un diametro esterno di 3,4 metri. Con una massa di propellente HTPB-2013 (polibutadiene con radicali ossidrilici terminali) di 143,6 tonnellate, è in grado di assicurare una spinta media di 4500 kN. Nel giugno del 2017 il P120C ha completato le prove di carico statico, mentre i primi voli sono programmati nel 2019 (con il Vega C) e nel 2020 (con l'Ariane 6).